# Passetschnoje (Krasnojarsk)
Passetschnoje (russisch Пасечное, übersetzt ins Deutsche etwa Bienenhaus) ist ein ehemaliger Verbannungsort in der sibirischen Taiga. Das derzeitige Dorf (derewnja) gehört zur Gemeinde Tschindat im Bezirk Tjuchtet im Westen der russischen Region Krasnojarsk.

## Geographie
Passetschnoje befindet sich etwa 5 Kilometer Luftlinie (8 Kilometer Landweg) nördlich von Tschindat und 120 Kilometer nördlich des Bezirkszentrums Tjuchtet. (Tjuchtet wiederum ist 280 Kilometer von Krasnojarsk entfernt.) Passetschnoje liegt am Ufer des Flüsschens Tschindat, einem Zufluss des Tschulym, und auf einer Höhe von 145 Metern über dem Meeresspiegel.
Zusammen mit den Dörfern Ust-Tschulsk und Tschindat bildet Passetschnoje die Gemeinde (selsowet) Tschindat.

## Bevölkerung
Im Jahr 2010 lebten in Passetschnoje 140 Einwohner (64 Frauen, 76 Männer); 115 davon bezeichneten sich als Angehörige der indigenen Volksgruppe der Tschulym. Einschließlich weiterer inzwischen fast völlig aufgegebener Siedlungen und isolierter Gehöfte im Umland gibt es in und um Passetschnoje rund 190 Tschulym. Da ein Großteil der eigentlich turksprachigen Tschulym inzwischen aber mit Chakassen und Russen vermischt ist, sprechen auch die Einwohner von Passetschnoje neben Tschulymisch vor allem Chakassisch und Russisch. Es gibt heute in ganz Sibirien nur noch einige Hundert Tschulym, von denen wiederum nur noch wenige Dutzend Ältere ihre Sprache beherrschen. Die Zukunft dieser Sprache ist trotz staatlicher Förderung stark gefährdet.

## Geschichte
Jahrhundertelang war das abgelegene Gebiet nur von Tschulym und sibirischen Tataren bevölkert, die Tschulym zählten sich lange selbst zu den Tataren. Mit den Stolypinschen Reformen kamen Anfang des 20. Jahrhunderts russische und belarussische Siedler (und Imker) in das Gebiet, ihre Siedlungen aber waren schon nach Weltkrieg, Revolution und Bürgerkrieg entvölkert  oder verlassen worden. Nach der Errichtung der Sowjetherrschaft wurden ab 1930 Gegner der Zwangskollektivierung und Angehörige aufsässiger Volksgruppen aus anderen Regionen Russlands und der Sowjetunion nach Krasnojarsk, Tjuchtet und Passetschnoje deportiert. Im Juni 1933 wurden 1200 enteignete Bauern aus Mordwinien in das Gebiet von Passetschnoje gebracht und ein Arbeitslager sowie ein Kolchos errichtet, nur ein Jahr später waren kaum noch 500 Deportierte am Leben. Den Namen Passetschnoje ("Bienenhaus") erhielt das Lager von Bienenstöcken des nahegelegenen Dorfes Stelmachi (Стельмахи), das von seinen früheren belarussischen Siedlern schon damals aufgegeben worden war. Die meisten der deportierten Russen, Wolga-Tataren und Mordwinen, die bei der Aufhebung der Verbannungen 1957 noch lebten, verließen Passetschnoje in den Folgejahren wieder. Wenige blieben und heirateten einheimische Frauen. Viele Tschulym aus dem Umland wiederum kamen nach Passetschnoje. Im Dorf wurden eine Schule, ein Kulturhaus und eine Ambulanz gebaut. Noch in den 1950er Jahren wurden die Kolchosen der drei Dörfer zusammengelegt, in den 1960ern dann die Dörfer selbst. Nach der Auflösung der Sowjetunion wurden in den 1990er Jahren auch die Kolchosen aufgelöst. Für die Opfer der politischen Repressionen wurde am 29. Juni 2013 ein Denkmal am westlichen Dorfrand von Passetschnoje errichtet.

## Kultur
Seit 2001 bzw. 2005 erhalten auch die Tschulym in Passetschnoje und Tschindat im Rahmen von Programmen zur Förderung der indigenen Völker diverse Sonderrechte und finanzielle Unterstützung für Fischerei, Jagd, Handwerk, Naturschutz, Sprachpflege, Bildung, Nahverkehr, Wohnungsbau, Sport und Kultur.
Trotz der staatlichen Förderung gibt es in Passetschnoje nur eine Grundschule. Diese Schule stand 2009 kurz vor der Schließung. Die Schulbehörde der Region Krasnojarsk hatte die Nichterfüllung hygienischer und Brandschutzvorschriften im einzigen Schulgebäude des Dorfes bemängelt. Eltern der tschulymischen Schüler kritisierten, dass es kein alternatives Schulgebäude in der Nähe gebe und der Zustand des Gebäudes nicht schlechter sei als der anderer Schulen in den Nachbardörfern. Unter dem Druck regionaler Medien und mit der Auflage, die Mängel zu beseitigen, wurde schließlich eine vorläufige Sondergenehmigung zum Weiterbetrieb des Schulgebäudes erreicht.
Zur Wiederbelebung des nationalen Handwerks, der Traditionen und der Folklore wird in Passetschnoje alljährlich ein regionales Herbstfest mit Kulturveranstaltungen und Sportwettkämpfen abgehalten. Überregional, national und international bemüht sich seit 2015 die angeblich aus Passetschnoje stammende Musikgruppe Otyken, Sprache und Kultur der Tschulym zu bewahren.